# Marek Wesoły

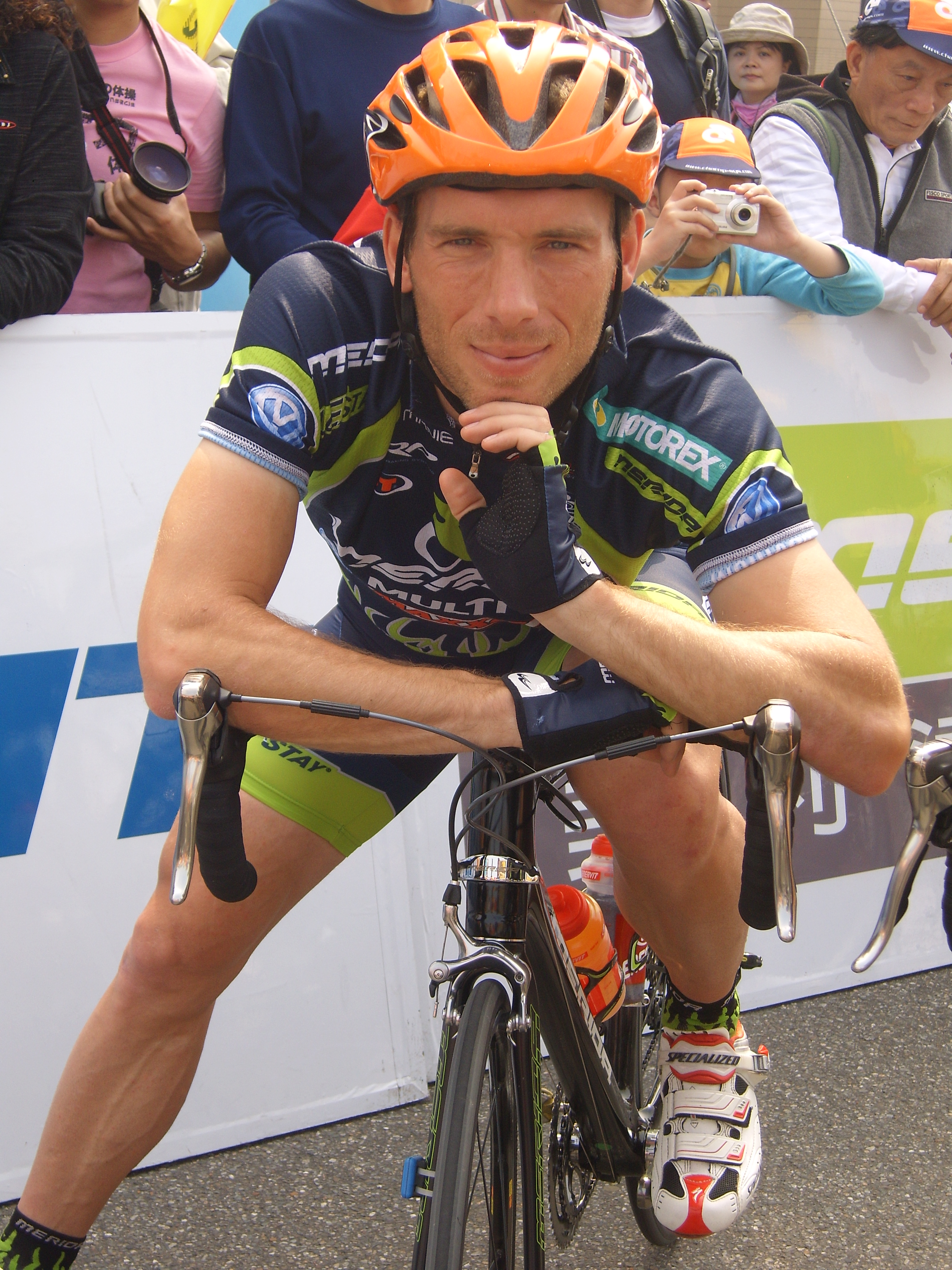
Marek Wesoły (2008)

Marek Wesoły (* 4. Januar 1978 in Gostyń) ist ein ehemaliger polnischer Radrennfahrer, der im Straßenradsport aktiv war.

## Sportlicher Werdegang
Marek Wesoły begann seine internationale Karriere 2001 beim Radsportteam Amore & Vita-Beretta. 2003 erzielte er mit dem Gewinn der sechsten Etappe des Course de la Solidarité Olympique seinen ersten Sieg bei einem internationalen Rennen. 2004 gewann er bei den nationalen Meisterschaften den Titel im Straßenrennen.
2006 wurde Wesoły Mitglied im polnischen UCI Continental Team CCC Polsat-Polkowice. Bereits im ersten Jahr war er mit einem Etappenerfolg bei der Dookoła Mazowsza erstmals erfolgreich, bei insgesamt 19 Renntagen platzierte er sich dreizehnmal unter den Top 10. 2007 und 2008 folgten weitere Siege, unter anderem gewann er 2007 die Gesamtwertung der Dookoła Mazowsza.
Trotz seiner Erfolge beendete Wesoły nach der Saison 2008 im Alter von 30 Jahren seine Karriere als Radrennfahrer.

## Erfolge
2003
- eine Etappe Course de la Solidarité Olympique

2004
- Polnischer Meister – Straßenrennen

2006
- eine Etappe Dookoła Mazowsza

2007
- eine Etappe Bałtyk-Karkonosze Tour
- Gesamtwertung und zwei Etappen Dookoła Mazowsza

2008
- zwei Etappen Tour de Taiwan
- eine Etappe Bałtyk-Karkonosze Tour
- zwei Etappen Course de la Solidarité Olympique
- eine Etappe Dookoła Mazowsza

## Teams
- 2001: Amore & Vita-Beretta
- 2003: Amore & Vita-Beretta
- 2004: Amore & Vita-Beretta
- 2005: Skil-Moser
- 2006: CCC Polsat
- 2007: CCC Polsat-Polkowice
- 2008: CCC Polsat-Polkowice